# Marcin Sobala
Marcin Janusz Sobala (* 10. srpna 1972 Varšava, Polsko) je bývalý polský sportovní šermíř, který se specializoval na šerm šavlí. Polsko reprezentoval v devadesátých letech a na přelomu tisíciletí. Na olympijských hrách startoval v roce 2000 v soutěži jednotlivců a družstev. V roce 1998 získal titul mistra Evropy v soutěži jednotlivců. S polským družstvem šavlistů vybojoval v roce 1999 druhé místo na mistrovství světa a v roce 1998 první místo na mistrovství Evropy.